# Christian Barbier (animateur)
Pour les articles homonymes, voir Christian Barbier et Barbier.
 (août 2022).
Si vous disposez d'ouvrages ou d'articles de référence ou si vous connaissez des sites web de qualité traitant du thème abordé ici, merci de compléter l'article en donnant les références utiles à sa vérifiabilité et en les liant à la section « Notes et références ».
Christian Barbier, né le 3 septembre 1939 à Marseille (Bouches-du-Rhône) et mort le 4 août 2022 au Maroc, est un animateur de radio français.

## Biographie
De son vrai nom Christian Espitalier, il débute à Europe 1 en 1963 comme journaliste reporter. Il obtient notamment en 1964 le scoop de l'interview de Jean-Paul Sartre quand ce dernier refuse le prix Nobel[réf. nécessaire]. Il est aussi l'interlocuteur de Lucien Léger, dit « l’Étrangleur »[réf. nécessaire].
De 1967 à 1998, il présente diverses émissions de seconde partie de soirée comme La nuit est à nous (1970-1973), Barbier de nuit (1980-1998), ou encore le Club Kriter. Il reçoit quotidiennement, le plus souvent en direct, des acteurs ou des chanteurs qui acceptent le jeu de la « confession » nocturne. Il participe trois fois en 2006, puis en 2007, à l'émission Les Enfants d'Europe 1 animée par Marc Tronchot, l'une consacrée aux « Grandes Voix » d'Europe 1, les deux autres aux 60 ans du Festival de Cannes.
L'indicatif sifflé de toutes les émissions qu'il anima est une version instrumentale de Where the Rainbow Ends du Tony Hiller Orchestra.
Il meurt le 4 août 2022 à l'âge de 82 ans.
Il est souvent confondu avec l'acteur homonyme. Quand ce dernier est mort en 2009, un article de La Libre Belgique lui rendit hommage, comme si lui et Christian Barbier l'animateur d'Europe 1 n'avaient été qu'une seule et même personne.